# Caloptilia clastopetra
Caloptilia clastopetra là một loài bướm đêm thuộc họ Gracillariidae. Nó được tìm thấy ở Ấn Độ (Karnataka và Maharashtra).
Ấu trùng ăn Clerodendron infortunatum. Chúng ăn lá nơi chúng làm tổ.